# Saint-Carreuc
Saint-Carreuc (en bretó Sant-Kareg, gal·ló Saent-Caroec) és un municipi francès, situat a la regió de Bretanya, al departament de Costes del Nord. L'any 1999 tenia 1.227 habitants.

## Demografia
| 1962                                       | 1968 | 1975 | 1982 | 1990 | 1999 |
| ------------------------------------------ | ---- | ---- | ---- | ---- | ---- |
| 965                                        | 917  | 859  | 1072 | 1217 | 1227 |
| Des de 1962: població sense dobles comptes |      |      |      |      |      |

## Administració
| Període   | Identitat      | Partit |
| --------- | -------------- | ------ |
| 2001-2008 | Michel Terrier |        |
| 2008-     | André Rault    |        |